# У каньйоні
«У Каньйоні» (англ. In the Canyon) — науково-фантастичне оповідання американського письменника Айзека Азімова, опубліковане в липні1990 року журналом Omni. Оповідання ввійшло в збірку «Золото» (1995).

## Сюжет
Молода жінка Гледіс в 2040 році пише листа з Марса до своєї подруги Мейбл. Вона розказує як вони з чоловіком збираються облаштуватись в першому марсіанському місті в каньйоні долини Марінера. Про плани створення штучної атмосфери в тунелях каньйону та про накриття всього каньйону куполом.